# Mede
En mede er et af de to træstykker eller metalskinner, hvorpå en slæde eller skøjte glider. Meder er oftest lavet af metal – sædvanligvis stål og er smal og 'høj'. Forenden er bøjet opad, så den lettere kan glide over ujævne flader. Medens funktion er at udøve et kraftigt tryk på en lille kontaktflade af sne eller is, så det frosne vand smelter i kontaktfladen og danner en tynd vandfilm som kraftigt mindsker friktionen mellem meden og underlaget.
Meder anvendes på:
- Kælke.
- Skøjter.
- Kaner[1].

## Lystfiskeri
At mede er at fiske med fiskestang, flåd, krog og agn. Linen og krogen med madding kastes ud, hvorefter man venter på, at fisken bider på.